# Шаховий рушій

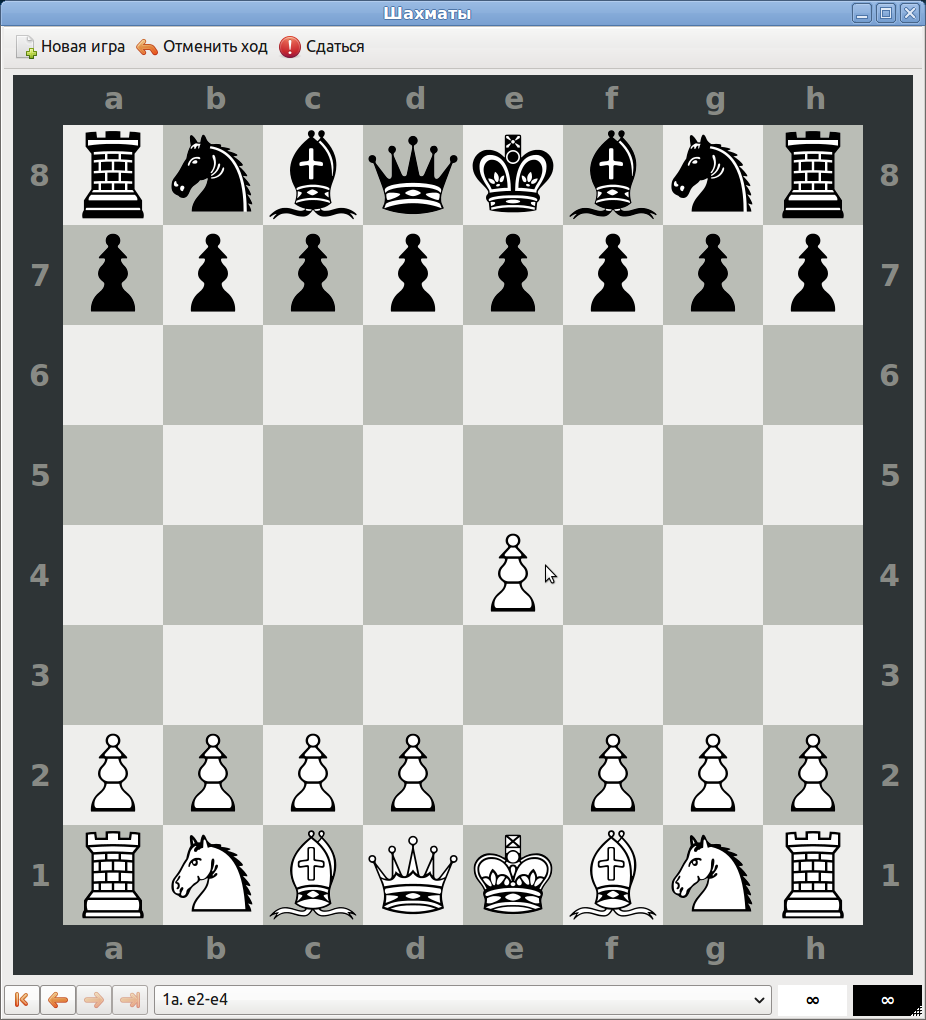
Шахова програма «glChess» (основана на GNU Chess) із набору ігор GNOME Games

Шаховий рушій — комп'ютерна програма, що аналізує варіанти шахових позицій та визначає найкращі ходи. Шаховий рушій вирішує, який хід варто зробити, але зазвичай безпосередньо не взаємодіє з користувачем. Більшість шахових рушіїв не мають власного графічного інтерфейсу користувача (ГІК), а є консольними застосунками, які взаємодіть із ГІК через стандартний протокол; прикладами можуть бути Chessbase, XBoard, WinBoard та GNOME Chess. Це дає користувачеві змогу грати проти декількох рушіїв без потреби вивчення окремого інтерфейсу для кожного, а також це дає змогу різним рушіям грати один проти одного.

## Безплатні рушії
Відсортовані за рейтингом CCRL на травень 2010 року.
| позиція | лого і назва | версія       | тип                                       | загальний рейтинг | адреса                                                   |
| 1       | Houdini      | 1.5a 64-bit  | Безплатна для некомерційного використання | 1                 | Houdini [Архівовано 3 березня 2012 у WebCite]            |
| 2       | Stockfish    | 2.0.1 64-bit | Вільне програмне забезпечення, GPL        | 3                 | Stockfish [Архівовано 21 червня 2012 у Wayback Machine.] |